# 돗토리현·시마네현 선거구
돗토리현 및 시마네현 참의원 합동 선거구(일본어: 鳥取県及び島根県参議院合同選挙区)는 일본의 참의원 선거구이다. 2016년에 선거구 간 인구 편차를 줄이기 위해 사상 최초로 두 현으로 구성된 합동 선거구가 등장하였다. 이전엔 돗토리현 선거구와 시마네현 선거구였다.

## 선거구 정보
| 지역      | 돗토리현 전역, 시마네현 전역 |
| 의원 정수 | 2명 (개선 정수 1명)          |
| 유권자 수 | 1,017,973명 (2022년 9월)     |

## 역대 의원
| 홀수회                     | 홀수회        | 짝수회        | 짝수회                       |
| 의원                       | 선거          | 선거          | 의원                         |
| -------------------------- | ------------- | ------------- | ---------------------------- |
|                            |               | 2016년 제24회 | 아오키 가즈히코 (자유민주당) |
| 마이타치 쇼지 (자유민주당) | 2019년 제25회 |               | 아오키 가즈히코 (자유민주당) |
| 마이타치 쇼지 (자유민주당) |               | 2022년 제26회 | 아오키 가즈히코 (자유민주당) |

## 역대 선거 결과

### 2016년 (제24회)
|  | 62.70% |

|  | 34.75% |

|  | 2.55% |

### 2019년 (제25회)
|  | 62.26% |

|  | 31.72% |

|  | 6.02% |

### 2022년 (제26회)
|  | 62.50% |

|  | 22.58% |

|  | 7.22% |

|  | 5.11% |

|  | 2.59% |

## 같이 보기
- 돗토리현 제1구
- 돗토리현 제2구
- 시마네현 제1구
- 시마네현 제2구